# Sara Harstick
Sara Harstick (n. 8 septembrie 1981, Hildesheim, Germania) este o înotătoare ce a reprezentat Germania, medaliată olimpică. A participat la 2 ediții ale Jocurilor Olimpice (2000, 2004) în care a câștigat două medalii de bronz.